# 布尔和科曼
布尔和科曼（法語：Bourg-et-Comin，法語發音：[buʁ e kɔmɛ̃]）是法国上法蘭西大區埃纳省的一个市镇，属于拉昂区。

## 地理
布尔和科曼（49°23'48"N, 3°39'15"E）面积5.12 平方千米，位于法国上法蘭西大區埃纳省，该省份为法国北部内陆省份，北起北部省，西接索姆省和瓦兹省，东临阿登省和马恩省，西南至塞纳-马恩省，东北部与比利时接壤。
与布尔和科曼接壤的市镇（或旧市镇、城区）包括：屈西和热尼、穆兰、穆西-韦尔讷伊、厄伊、派西、蓬塔尔西、旺德雷斯-博尔讷、维耶尔阿尔西、莱塞特瓦隆。

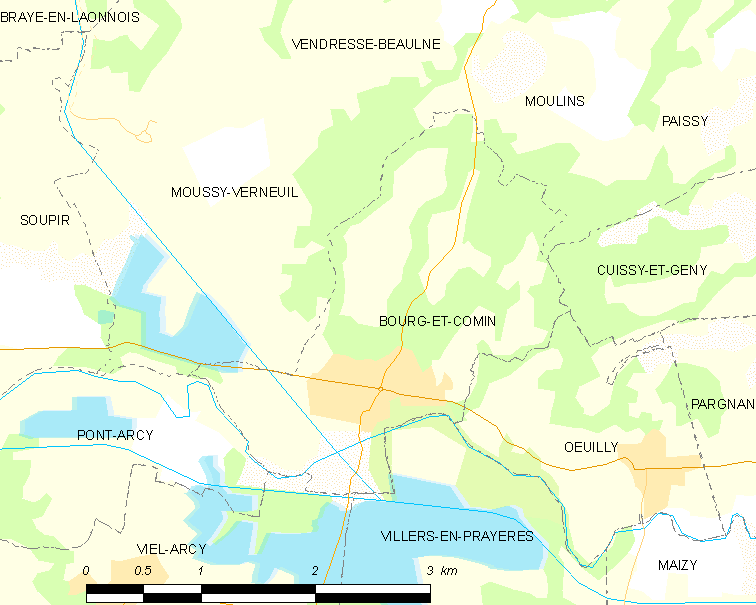
布尔和科曼的OSM定位图

布尔和科曼的时区为UTC+01:00、UTC+02:00（夏令时）。

## 行政
布尔和科曼的邮政编码为02160，INSEE市镇编码为02106。

## 政治
布尔和科曼所属的省级选区为埃纳河畔新城县。

## 人口

1962-2008年间布尔和科曼人口变化图示

布尔和科曼于2022年1月1日时的人口数量为809人。